# Neue Badische Landeszeitung
Die Neue Badische Landeszeitung (NBL) war eine von 1866 bis 1934 in Mannheim erscheinende Tageszeitung mit deutlicher politischer Nähe zum Linksliberalismus.
Die NBL entstand 1866 aus dem von dem in der Revolution von 1848 aktiven Politiker Johannes Schneider zehn Jahre zuvor gegründeten Mannheimer Anzeiger. Schneider fungierte bis 1870 als Verleger. Nach seinem Wegzug aus Mannheim wurde das Blatt 1870 von der Mannheimer Vereinsdruckerei verlegt, einer Aktiengesellschaft, die sich mehrheitlich in den Händen demokratischer Politiker befand. Ab 1881 ging diese Gesellschaft in den Besitz des Familienunternehmens Jakob Bensheimer über, einer Buchhandlung, die im Kaiserreich zu einem wichtigen Verlag für wissenschaftliche und juristische Literatur wurde.
Aufgrund ihrer liberal-demokratischen Einstellung und der jüdischen Eigentümerschaft – nach dem Tod des Verlegers Julius Bensheimer leitete der Neffe Heinrich Gütermann den Verlag – wurde die NBL unter der nationalsozialistischen Regierung zunächst politisch gleichgeschaltet. Ein Jahr später stellte Gütermann die Zeitung ein und emigrierte 1938 nach Frankreich.

## Mit der Neuen Badischen Zeitung verbundene Personen
- Josef Stern (Journalist), 1868–1872 leitender Redakteur
- Leopold von Sacher-Masoch (Schriftsteller und Journalist), 1890–1891 als Feuilleton-Redakteur